# Épervier brun
Accipiter striatus
Espèce
Statut de conservation UICN

 LC  : Préoccupation mineure
Statut CITES
Répartition géographique
L'Épervier brun (Accipiter striatus) est une espèce de rapaces diurnes appartenant à la famille des Accipitridae.

## Répartition et sous-espèces
D'après la classification de référence (version 14.1, 2024) de l'Union internationale des ornithologues, l'Épervier brun possède 7 sous-espèces (ordre philogénique) :
- Accipiter striatus perobscurus Snyder, 1938	: Haïda Gwaïi ;
- Accipiter striatus velox (Wilson, A, 1812) : Canada, États-Unis ;
- Accipiter striatus suttoni Van Rossem, 1939	: du Sud-Ouest du Nouveau-Mexique à l'Est du Mexique ;
- Accipiter striatus madrensis Storer, 1952 : Sud-Ouest du Mexique ;
- Accipiter striatus fringilloides Vigors, 1827 : Cuba ;
- Accipiter striatus striatus Vieillot, 1808 : Hispaniola ;
- Accipiter striatus venator Wetmore, 1914 : Porto Rico.